# George Dole
George Dole (Ypsilanti, Michigan, 30 de janeiro de 1885 — Winthrop, Maine, 6 de setembro de 1928) foi um lutador de luta livre norte-americano.

## Carreira
Foi vencedor da medalha de ouro na categoria 60,3 kg em Londres 1908.